# 傅桂兰
傅桂兰（1919年—1947年10月），女，汉族，天津宝坻人，中共党员，革命烈士，曾任今天津市宝坻区尔王庄镇小董庄村妇女主任。
1947年10月某天深夜，傅桂兰开完干部会议回到家里，在哄孩子睡觉后，做军鞋时，还乡团包围了小董庄，傅桂兰随后被绑住推到了小董庄村西大场上。还乡团在审问共产党员去向无果后，且在胸口劈刀后，傅桂兰被当场枪毙而牺牲，年仅28岁。